# Джинд (княжество)

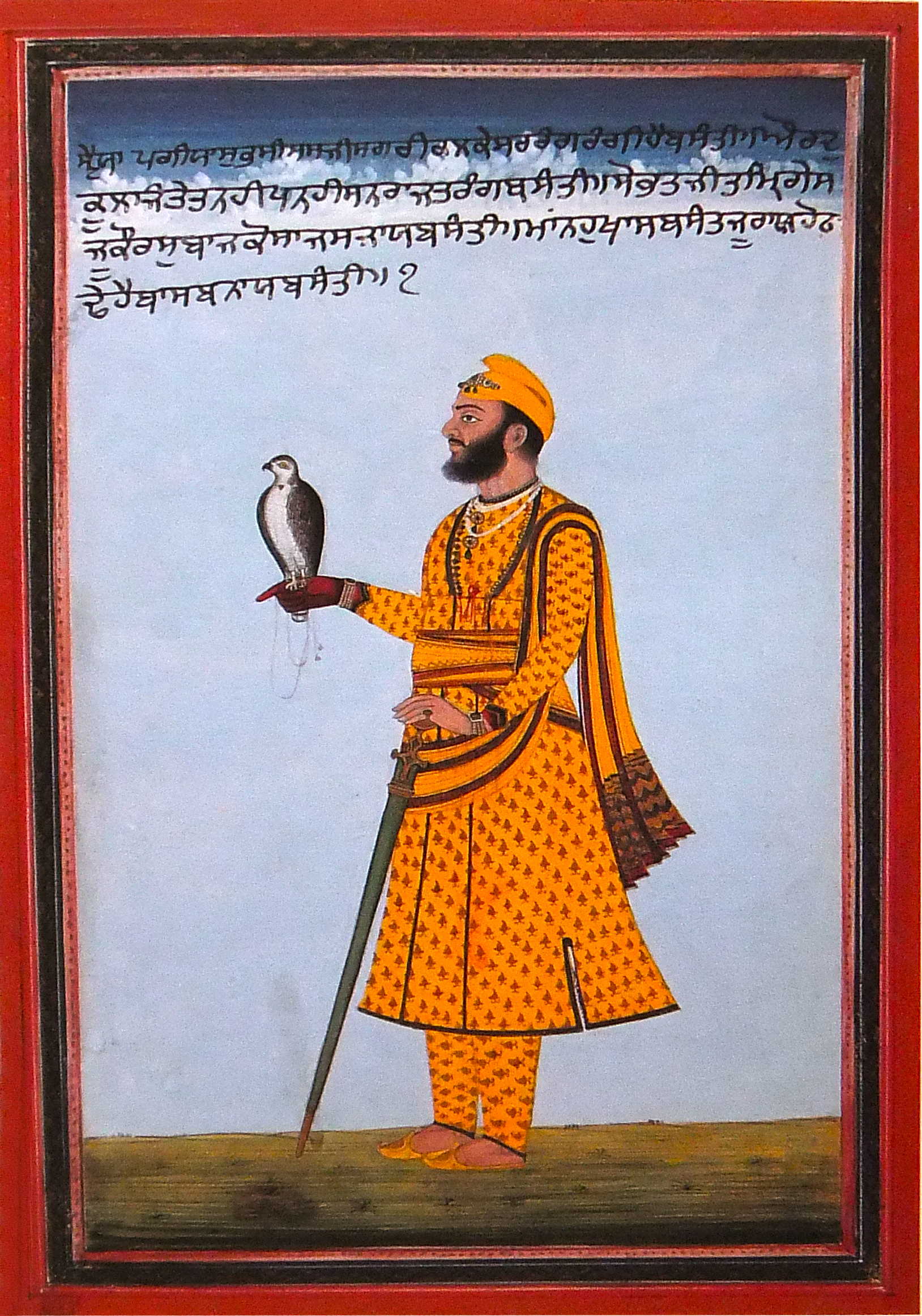
Раджа Джинда Сангат Сингх

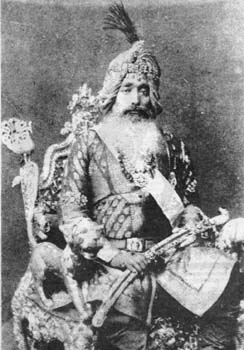
Махараджа Рагубир Сингх, сфотографированный в 1875 году, правил Джиндом до своей смерти в 1887 году

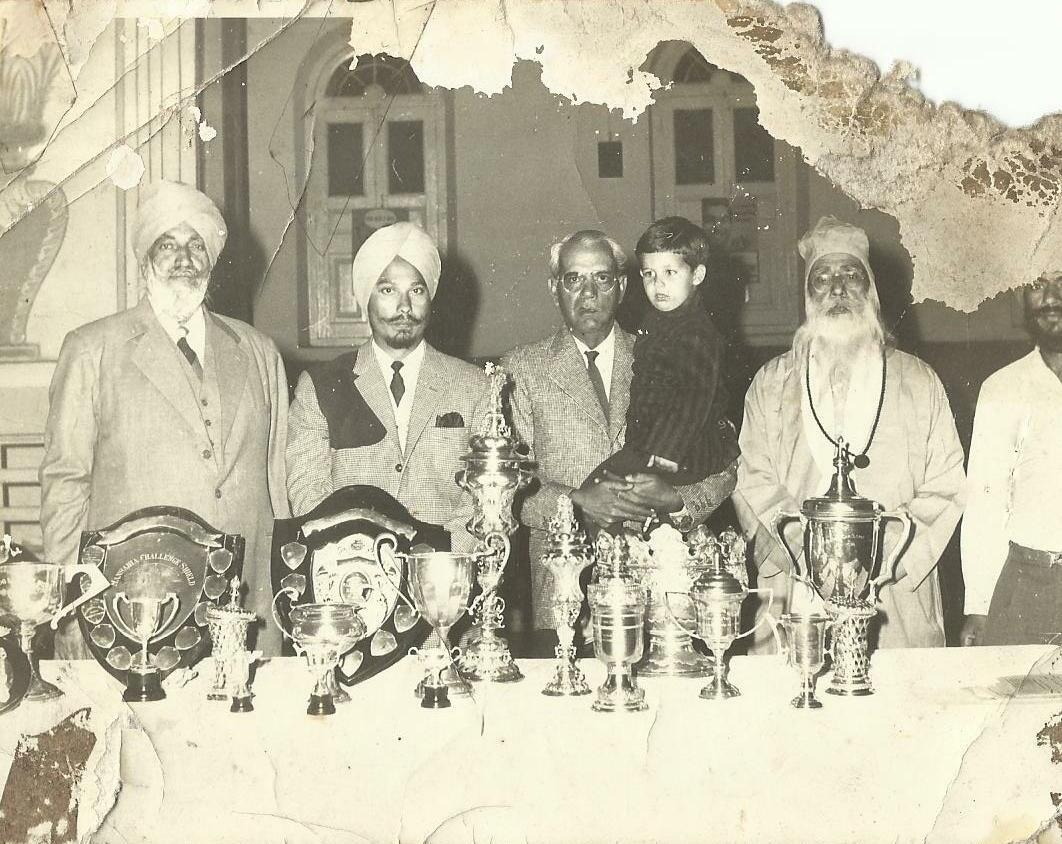
Махараджа Джинда Сэр Ранбир Сингх

Княжество Джинд — туземное княжество в Индии во время британского владычества вплоть до обретения Индией независимости в 1947 году. Площадь княжества составляла 3260 км² (1260 квадратных миль), а его годовой доход в 1940-х годах составлял 3 000 000 рупий.

## История
Княжеское государство Джинд & Сангрур был основан в 1763 году. Оно было частью группы небольших княжеств в Пенджабе, которым управлял династия Синдхия в Маратхской империи. Эти пенджабские княжества платили дань маратхам до Второй Англо-маратхской войны в 1803—1805, после чего маратхи потеряли эту территорию, перешедшую под британское колониальное управление

. 25 апреля 1809 года Джинд стал британским протекторатом. Саджрат Сингх правил под титулом раджи в 1763—1789 годах, затем Бхаг Сингх до 1819 года, Фатех Сингх до 1822 года и Сангат Сингх до 1834 года. После трехлетней вакантной должности Саруп Сингх правил с 1837 по 1864 год, сменив Рагубира Сингха, который в 1881 году принял титул раджа-и-раджган. В 1887 году его сменил Ранбир Сингх, который стал махараджей в 1911 году и продолжал править государством до его присоединения к Индии в 1947 году. Ранбир Сингх, последний правитель Джинда, получил почётный чин полковника британской армии.
После обретения Индией независимости в 1947 году княжеские государства были сначала объединены с Индией, а затем объединены в различные штаты Индии в 1949 году, в результате чего они потеряли все права управления, а правителям был предоставлен Тайный кошелек (тип пенсии) в рамках их соглашений о первой интеграции с Индией. Тайный кошелек был упразднен 26-й поправкой в 1971 году, в соответствии с которой все их привилегии и льготы от центрального правительства прекратили свое существование, был введен в действие в 1973 году после двухлетней юридической борьбы. Хотя в соответствии с наследственной конвенцией о престолонаследии старший сын последующих поколений продолжал претендовать на княжеский титул махараджи . После смерти Ранбира Сингха его старший сын Раджбир Сингх (1918—1959) претендовал на официально отмененный титул, который затем перешел к старшему сыну Раджбира Сатбир Сингху (род. 1940) .
20 августа 1948 года, с подписанием договора о присоединении к Индии, Джинд стал частью Союза Штатов Патиала и Восточный Пенджаб и прекратил свое существование как отдельное государство. Город и район Джинд в настоящее время входят в состав индийского штата Харьяна.

## Правители Джинда
Правители государства носили титул «раджа» до 1881 года. Они имели привилегию на 13-й пушечный салют.
Утверждая о своем происхождении от Джейсала, основателя государства Джайсалмер в 1156 году, основатель этой сикхской династии, Пхул Сингх, был чаудхари (губернатором) провинции к юго-востоку от Дели. Потомки Пхула основали три государства: Патиалу, Джинд и Набху. У Пхула было шесть сыновей: Тилока Рам Сингх, Руд, Чуну, Джанду и Тахтмал. У Тилоки было два сына, Гурудутта и Сукх Чейн. Сукх Чейн основал Джинд, которым правили его потомки, в то время как потомки Гурудатты правили государством Набха .

### Раджи
- 1763 — 11 ноября 1789: Гаджпат Сингх (1738 — 11 ноября 1789), второй сын чаудхури Сукчейна (1683—1758) из Баланвали и Бадрухана. Был заключен в тюрьму в Дели 1767—1770 годах.
- 11 ноября 1789 — 16 июня 1819: Бхаг Сингх (1760 — 16 июня 1819), второй сын предыдущего
  - Март 1813 — 23 июня 1814: Рани Собрахи Каур (? — 1814), регентша княжества
  - 23 июня 1814 — 16 июня 1819: Фатех Сингх — регент (6 мая 1789 — 3 февраля 1822), старший сын Бхага Сингха
- 16 июня 1819 — 3 февраля 1822: Фатех Сингх (6 мая 1789 — 3 февраля 1822)
- 3 февраля 1822 — 4 ноября 1834: Сангат Сингх (16 июля 1810 — 4 ноября 1834), единственный сын предыдущего
  - 30 июля 1822—1827: Рани Май Сахиб Каур — регент (? — после 1847) (1-й раз)
  - 4 ноября 1834 — 8 марта 1837: Рани Май Сахиб Каур — регент (2-й раз)
- 8 марта 1837 — 26 января 1864: Саруп Сингх (30 мая 1812 — 26 января 1864), троюродный брат предыдущего
- 26 января 1864 — 24 мая 1881: Рагубир Сингх (1834 — 7 марта 1887), второй сын предыдущего, с 31 декабря 1875 года — сэр Рагубир Сингх.

### Раджа-и-Раджганы
- 24 мая 1881 — 7 марта 1887: сэр Рагубир Сингх (1834 — 7 марта 1887), младший сын Сарупа Сингха.
- 7 марта 1887 — 12 декабря 1911: Ранбир Сингх (11 октября 1879 — 31 марта 1948), внук предыдущего, сын принца Балбира Сингха (1856—1883), с 1 января 1909 года — сэр Ранбир Сингх.

### Махараджи
- 12 декабря 1911 — 15 августа 1947: сэр Ранбир Сингх (11 октября 1879 — 31 марта 1948), сын Балбира Сингха (1856—1883) и внук Рагубира Сингха.

### Титулярные махараджи
- 15 августа 1947 — 31 марта 1948: сэр Ранбир Сингх (11 октября 1879 — 31 марта 1948).
- 31 марта 1948 — 7 сентября 1959: Раджбир Сингх (25 сентября 1918 — 7 сентября 1959), единственный сын предыдущего
- 7 сентября 1959 — настоящее время: Сатбир Сингх (род. 6 июля 1940), старший сын предыдущего.